# Caiman
Caiman è un genere di rettili crocodilomorfi appartenente alla famiglia degli Alligatoridi.

## Descrizione
Sono rettili di ridotte dimensioni, che raggiungono una lunghezza di pochi metri e pesano in media dai 6 a 40 ai kg.

## Distribuzione e habitat
Vivono nell'America centrale e meridionale.

## Tassonomia
Il genere comprende le seguenti specie viventi:
- Caiman crocodilus (Linnaeus, 1758)
- Caiman latirostris (Daudin, 1802)
- Caiman yacare (Daudin, 1802)